# Nikolaus Joseph Freiherr von Jacquin

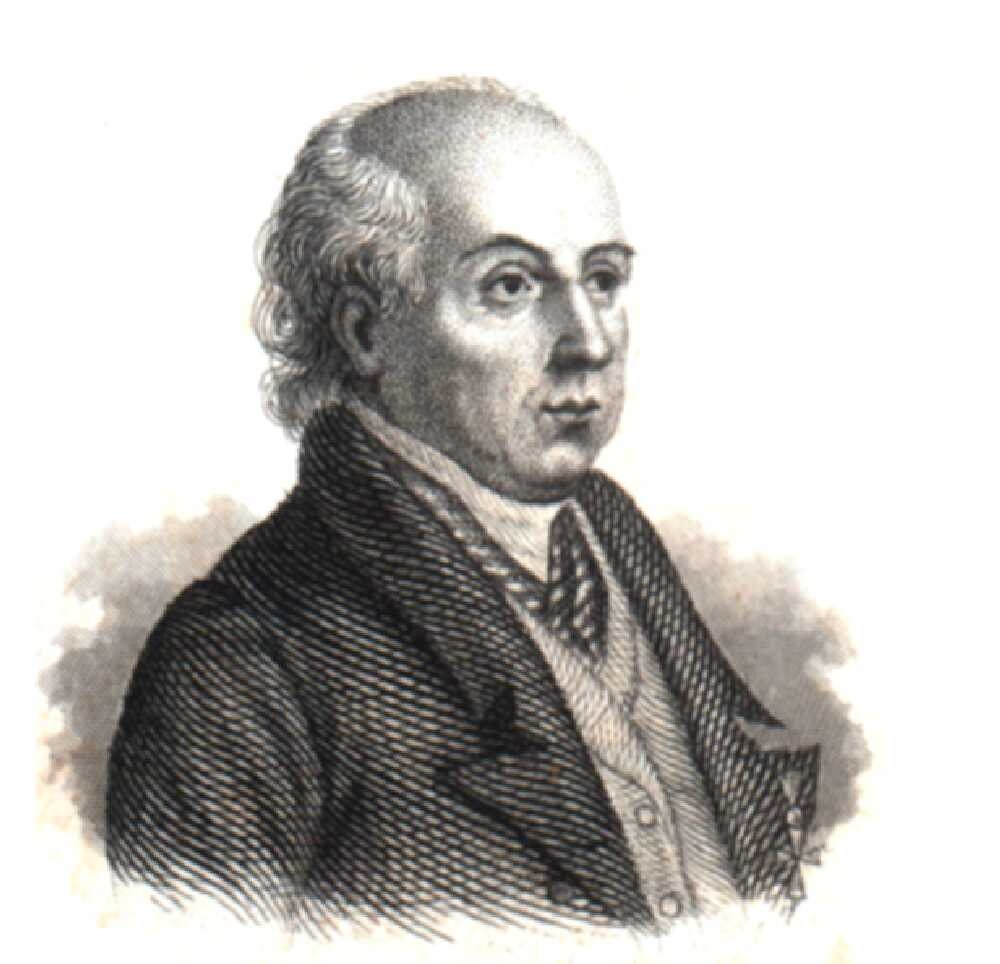
Nikolaus Joseph von Jacquin

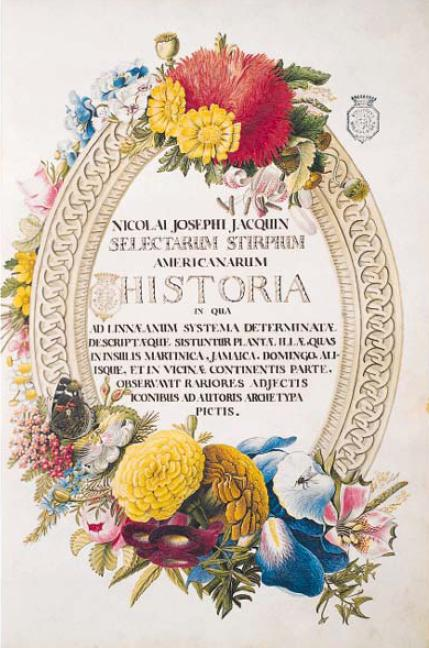
Selectarum Stirpium Americanarum Historia, 1780, Biblioteca Nacional de Polònia.

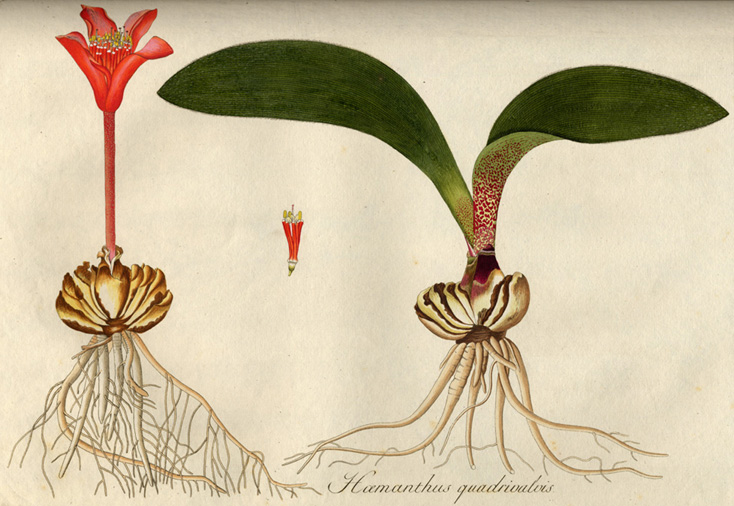
Haemanthus pubescens L., Nikolaus Joseph von Jacquin 1798

Nikolaus Joseph Freiherr von Jacquin o Baró Nikolaus von Jacquin (Leiden, 16 de febrer de 1727 − 26 d'octubre de 1817) va ser un científic i especialment botànic neerlandès.
Nasqué a Leiden als Països Baixos; estudià medicina a la Universitat de Leiden, però més tard es traslladà a París i després a Viena.
Entre 1755 i 1759, Nikolaus von Jacquin va estar a les Índies Occidentals i Amèrica Central per recollir plantes, finançat per l'emperador romanogermànic Francesc I, per al Palau de Schönbrunn.
El 1762, Nikolaus von Jacquin va passar a ser professor de minerals i mineria a l'Acadèmia de mineria d'Schemnitz (actualment Banská Štiavnica a Eslovàquia). El 1768, va ser professor de botànica i química director del jardí botànic de la Universitat de Viena. Va ser fet cavaller per la seva obra l'any 1774. El 1783, va ser escollit membre estranger de la Reial Acadèmia Sueca de Ciències i l'any 1806 va ser fet baró.
El seu fill, Emil Gottfried (1767–1792), i la seva filla (1769–1850), eren amics de Mozart; Mozart va escriure dues cançons per a Gottfried (K. 520 Als Luise... i K. 530 Das Traumbild) i donà lliçons de piano a Franziska. Mozart dedicà un considerable nombre de la seva obra a la família de Jacquin, especialment el Trio Kegelstatt. Aquest es va interpretar per primera vegada a la casa de Jacquin l'agost de 1786 amb Franziska al piano.
El seu fill Joseph Franz (1766–1839) el va succeir com a professor de botànica i química a la Universitat de Viena i va escriure notables llibres de botànica.
Commemora a Nikolaus Jacquin el gènere Jacquinia (dins la família Theophrastaceae) i Jacquiniella (dins la família Orchidaceae). El 2011, Àustria va emetre monedes de plata commemorant la seva expedició al Carib.
La seva signatura abreujada com a botànic és: Jacq.

## Publicacions
- Enumeratio systematica plantarum (1760)
- Enumeratio Stirpium Plerarumque (1762)
- Selectarum Stirpium Americanarum (1763)
- Observationum Botanicarum (part 1 Arxivat 2010-05-05 a Wayback Machine. 1764, part 2 Arxivat 2010-05-05 a Wayback Machine. 1767, part 3 Arxivat 2010-05-05 a Wayback Machine. 1768, part 4 Arxivat 2010-05-05 a Wayback Machine. 1771)
- Hortus Botanicus Vindobonensis (3 volumes, 1770–1776) with plates by Franz Anton von Scheidel
- Florae Austriacae (5 volumes, 1773–1778)
- Icones Plantarum Rariorum (3 volumes, 1781–1793).
- Plantarum Rariorum Horti Caesarei Schoenbrunnensis (4 volumes, 1797–1804)
- Fragmenta Botanica 1804–1809 (1809)